# Thomas Ernest Abell Dale
Thomas Ernest Abell Dale (* 25. April 1961 in Vancouver), häufig Thomas E. A. Dale abgekürzt, ist ein kanadischer Kunsthistoriker, der sich vor allem mit der Kunstgeschichte Venedigs, Aquileias und Oberitaliens auseinandersetzt.

## Leben
Thomas Ernest Abell Dale, der meist als Thomas E. A. Dale publiziert, wurde in Vancouver, der größten Stadt der kanadischen Provinz British Columbia geboren. Seinen Bachelor absolvierte Dale 1984 am Trinity College, Universität Toronto, seinen Master of Arts 1986 an der Johns Hopkins University in Baltimore. Dort wurde er auch 1990 mit The Crypt of the Basilica Patriarcale at Aquileia. Its Place in the Art and History of the Upper Adriatic promoviert, eine Arbeit, die er 1997 publizierte.
Zunächst arbeitete er bis 1996 als Assistant Professor an der Columbia University in New York, seither als Associate Professor. Als Assistant Professor lehrte er an der University of Wisconsin–Madison von 1999 bis 2000, dann mit tenure bis 2005. Seither ist er dort mit einem Lehrstuhl ausgestattet und lehrt seit 2008 am department of art history. 2008 war er Gastprofessor an der Pariser École des Hautes Études en Sciences Sociales.

## Werke (Auswahl)
- Cultural Hybridity in Medieval Venice: Reinventing the East at San Marco after the Fourth Crusade, in: San Marco and the Myths of Venice, Dumbarton Oaks, Washington 2007, S. 151–191.
- Sacred Space: From Constantinople to Venice, in: Paul Stephenson (Hg.): The Byzantine World, Routledge 2009, 406–427.
- From ‘Icons in Space’ to Space in Icons: Pictorial Models for Public and Private Ritual in the Thirteenth century mosaics of San Marco in Venice, in: Alexei Lidov (Hg.): Hierotopy. The Creation of Sacred Space in Byzantium and Medieval Russia, Progress Traditsiia, Moskau 2006, S. 1–18.
- Orientalism in Medieval Venice, De Paul University, Chicago 2006.
- Natasha Nicholson : the artist in her museum, in: Elizabeth Valdez del Alamo, Carol Stamatis Pendergast (Hg.): Memory and the Medieval Tomb, Aldershot 2000, S. 205–225.
- Relics, prayer, and politics in medieval Venetia. Romanesque painting in the crypt of Aquileia Cathedral, 1997.[2]
- Easter, Saint Mark and the Doge: The Deposition Mosaic in the Choir of San Marco in Venice, in: Thesaurismata = Bollettino dell'Istituto Ellenico di Studi Bizantini e Post-Bizantini di Venezia 25 (1995) 21–33.